# Quadrangle de Phoenicis Lacus
 (août 2024).
Si vous disposez d'ouvrages ou d'articles de référence ou si vous connaissez des sites web de qualité traitant du thème abordé ici, merci de compléter l'article en donnant les références utiles à sa vérifiabilité et en les liant à la section « Notes et références ».

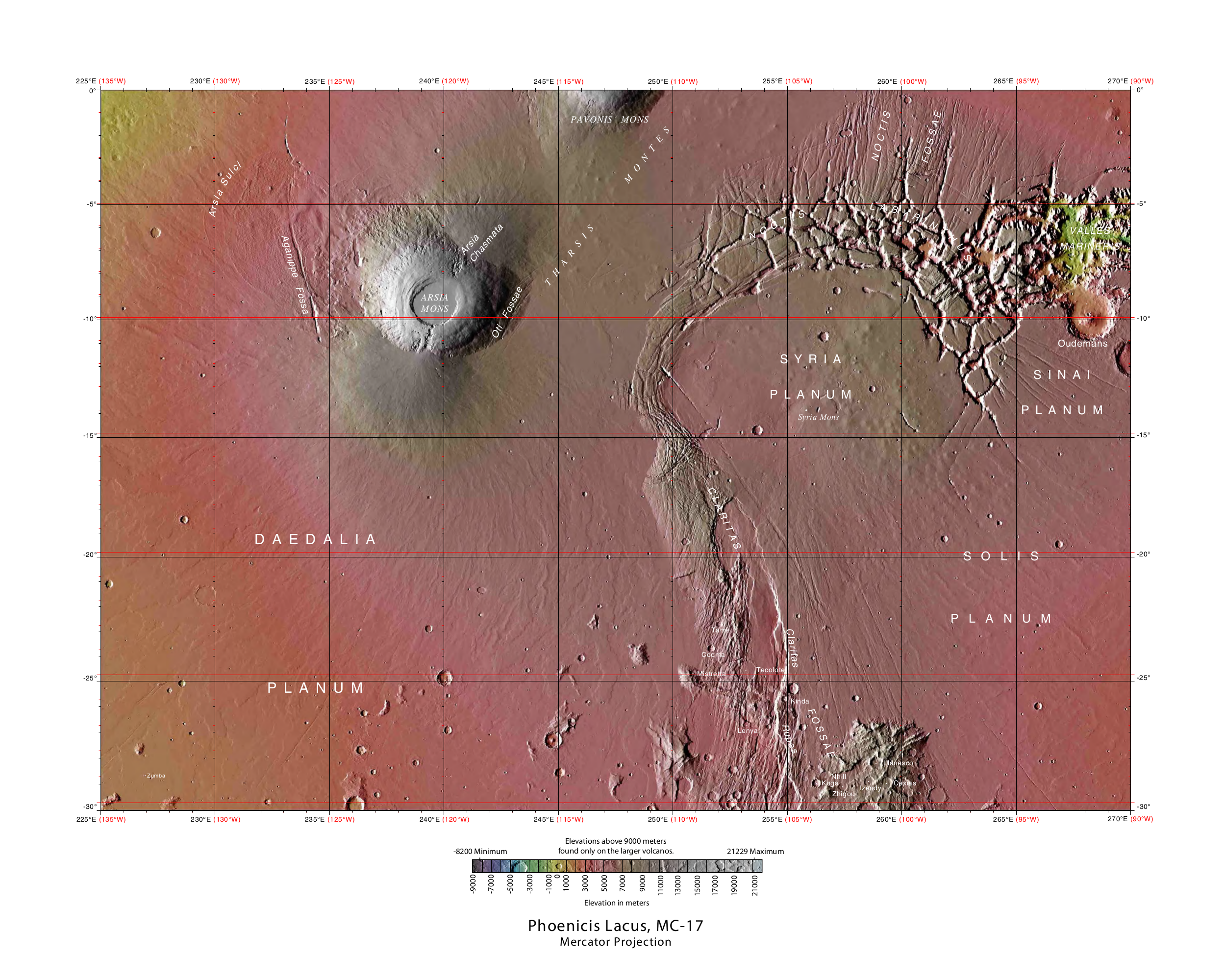

Dans le cadre de la géographie de la planète Mars, le quadrangle de Phoenicis Lacus — également identifié par le code USGS MC-17 — désigne une région martienne définie par des latitudes comprises entre 0 et 30° S et des longitudes comprises entre 225 et 270° E. 